# Tatjana Fjodorowna Polnowa
Tatjana Fjodorowna Polnowa (russisch Татьяна Фёдоровна Полнова, engl. Transkription Tatyana Polnova; geb. Зайкова – Saikowa – Zaykova; * 20. April 1979 in Slawjansk-na-Kubani, Region Krasnodar) ist eine russische Stabhochspringerin. 1999 und 2000 startete sie für die Türkei unter dem Namen Tuna Köstem.
Bei den Europameisterschaften 1998 in Budapest schied sie in der Qualifikation aus.
2003 siegte sie bei der Universiade in Daegu. 2005 wurde sie Fünfte bei den Halleneuropameisterschaften in Madrid und Vierte bei den Weltmeisterschaften in Helsinki. Im Jahr darauf gewann sie Bronze bei den Europameisterschaften 2006 in Göteborg. Bei den Weltmeisterschaften 2007 in Osaka wurde sie Neunte, bei den Weltmeisterschaften 2009 in Berlin Siebte.

## Persönliche Bestleistungen
- Stabhochsprung: 4,78 m, 19. September 2004, Monaco
  - Halle: 4,71 m, 28. Februar 2004, Liévin